# Institut de Genech
 (août 2020).
Si vous disposez d'ouvrages ou d'articles de référence ou si vous connaissez des sites web de qualité traitant du thème abordé ici, merci de compléter l'article en donnant les références utiles à sa vérifiabilité et en les liant à la section « Notes et références ».
L’institut de Genech a été fondé en 1894, à partir de l’École pratique libre d'agriculture, et est un des  plus anciens établissements d'enseignement agricole de France puisque le lycée agricole de La Brosse dans l'Yonne a été fondé en 1882. 

## Histoire
Félix Dehau achète la propriété de Genech à la famille Sainte-Aldegonde, seigneur du village avant la Révolution. De l'ancien château, en 1893, Félix Dehau, l'archevêque de Cambrai et des dirigeants de l'Institut catholique de Lille  décident de créer l’École pratique libre d'agriculture. Les premiers élèves arrivent en octobre 1894. Le nouveau bâtiment sera dessiné par l'architecte Joseph Philippe, disciple de Paul Bellot.

### Chronologie
- 1894 : création de l'École pratique libre d'agriculture de Genech.
- 1929 : l’école est renommée « École d'agriculture de Genech ».
- 1966 : création de l'École d'horticulture de la région Nord.
- 1968 : ouverture des classes du collège avec les 4es et 3es.
- 1970 : ouverture des premiers BTSA.
- 1973 : création du CAPA.
- 1975 : ouverture du premier réfectoire, de la salle de cinéma et de la salle de sports.
- 1977 : ouverture du centre de formation en apprentissage (CFA régional de Genech).
- 1988 : ouverture des dortoirs, du laboratoire de technique in vitro, des laboratoires et des serres en verre.
- 1993 : création de l'enseignement général, l’école change encore de nom pour « institut de Genech ».
- 1994 : ouverture du centre de documentation et d'information.
- 1997 : premiers bâtiments à Lesquin, l’activité « formation continue et apprentissage » est délocalisée à Lesquin, aujourd’hui « Genech formation » et « Genech conseil ».
- 1998-2012 : création des fermes pédagogique et équestre, MDL, terrain synthétique, labo, salle de musculation, atelier de jus de pomme…
- 2001 : création de la 1re licence professionnelle.
- 2013 : ouverture du nouvel amphithéâtre Félix-Dehau pouvant recevoir 350 personnes (ouvert à la location).
- 2013 : festivités pour les cent vingt ans de l’école.
- 2015 : nomination de Benoît Vanhoye, président du conseil d’administration.
- 2016 : inauguration des nouvelles serres horticoles, exploitation laitière, nouvel internat, lancement du collège numérique et reprise du lycée de Bavay.
- 2017 : nomination de Pascal Souyris, directeur général ; lancement du projet d’établissement « Genech 2020 » et déclinaison des Labs’.

## Groupe Genech

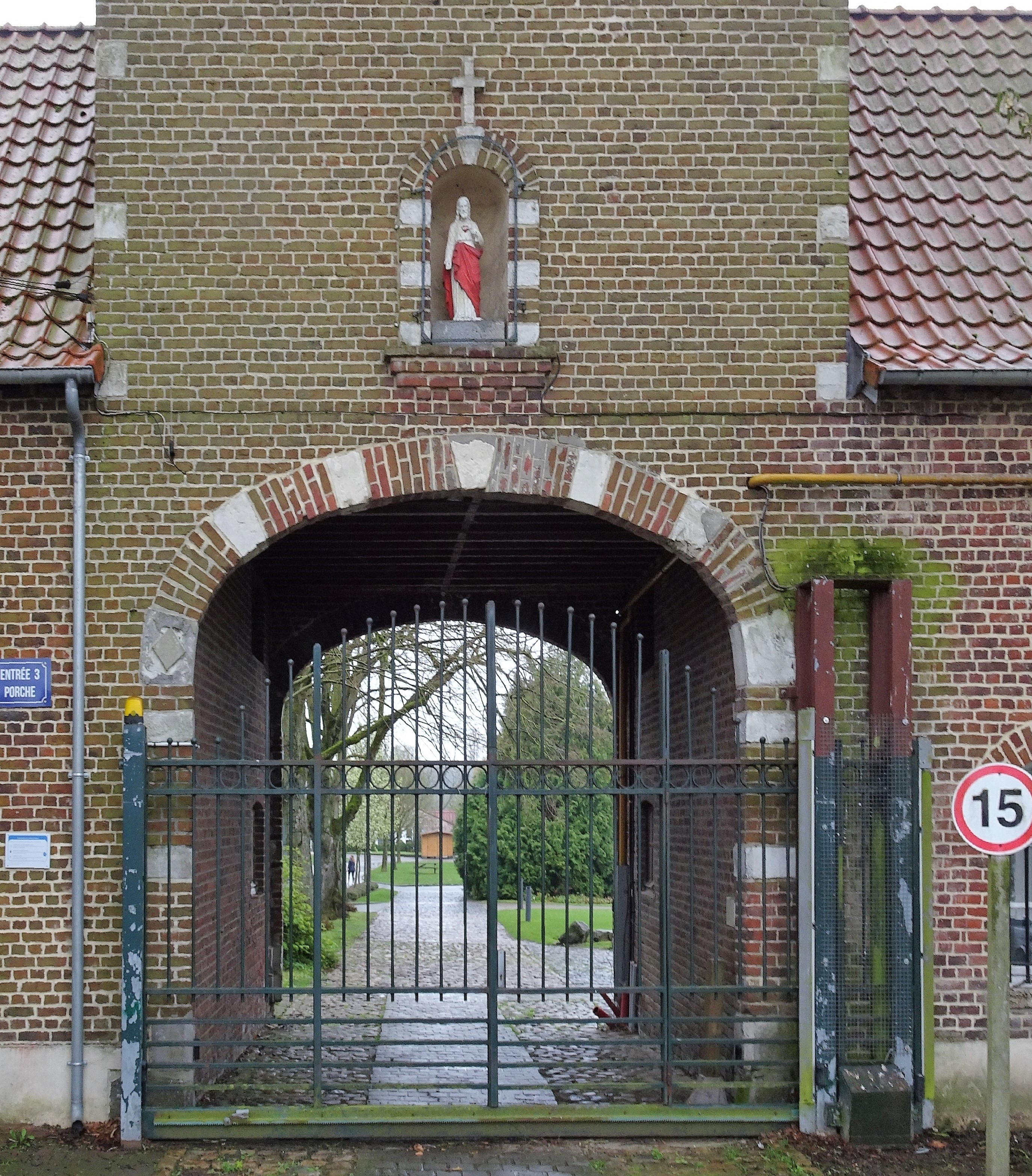
Genech porche de l’École pratique libre d'agriculture

L'association « Institut de Genech » par son conseil d'administration est responsable du « groupe Genech », composé de :
- le lycée privé de Genech (lycée d'enseignement général) ;
- l'institut de Genech (lycée d'enseignement agricole privé de Genech) ;
- le centre de formation d'apprentis de Genech (centre régional de formation d'apprentis de Genech) ;
- l'unité de formation par apprentissage, Genech formation, à Lesquin ;
- l'EURL Genech conseil dont l'association constitue l'associée unique ;
- le lycée professionnel Notre-Dame-de-l'Assomption à Bavay.

## Diplômes délivrés
Brevet des collèges, CAPA, BEPA, baccalauréat technologique (STAV), professionnel et général, BTSA, licence professionnelle et bachelor. Il est également proposé aux apprenants le passage du Brevet d'Initiation Aéronautique (BIA) en collaboration avec l'aéroclub de Lille-Lesquin, le CALM.

## Formation
L'institut de Genech dispense des formations de la 4e au bachelor, par voie scolaire et par alternance (apprentissage et formation continue), et cela dans différents domaines tels que :
- la formation générale (collège de l'enseignement agricole, bac S et ES) ;
- l'aménagement de l'espace (du CAPA à la licence) ;
- les métiers de la fleur ;
- les métiers du cheval ;
- l'horticulture
- les productions végétales ;
- les productions animales ;
- les conseil, service et gestion en milieu rural ;
- le conseil-vente ;
- les biotechnologies et le laboratoire ;
- l'environnement et le développement durable ;
- les services aux personnes.

## Personnalités
- Rémy Buisine, journaliste et ancien élève